# César Hidalgo
Pour les articles homonymes, voir Hidalgo.
César Augusto Hidalgo Ramaciotti, né le 22 décembre 1979 à Santiago (Chili), est un physicien et entrepreneur chilien. Il est professeur titulaire de la chaire « Société augmentée » du projet ANITI. Il est également cofondateur de Datawheel, société spécialisée dans les solutions de transformation numérique pour les gouvernements et les grandes entreprises, et auteur de Why Information Grows et co-auteur de The Atlas of Economic Complexity (en). 
Il est connu pour avoir innové dans le domaine de la complexité économique et pour la création de plusieurs plateformes populaires de visualisation et de distribution de données, telles que The Observatory of Economic Complexity (OEC), DataViva, Panthéon, Immersion, DataUSA, DataAfrica et DataChile. 
César Hidalgo est lauréat en 2018 du Prix Lagrange pour ses recherches sur les systèmes complexes, il a remporté de nombreux prix pour ses plateformes de visualisation et de distribution de données, notamment trois Webbys, un prix Information is Beautiful et un prix Indigo Design. Il a été un jeune leader mondial et membre du conseil de l'agenda mondial du Forum économique mondial. Il a également reçu la Médaille de la Science du bicentenaire du Congrès chilien et a été désigné en 2012 comme l'une des 50 personnes qui pourraient changer le monde par le magazine Wired UK.

## Enfance et études
César Hidalgo est né de Cesar E. Hidalgo et Nuria Ramaciotti. Son père était journaliste et sa mère, administratrice d'école maternelle et primaire. Il a deux sœurs Caterina et Nuria. 
Il fréquente la Grange School (Santiago) jusqu'à son expulsion à l'âge de quatorze ans. Il termine ses études secondaires au British High School. De 1998 à 2003, il étudie la physique à l'Université pontificale catholique du Chili. De 2004 à 2008, il obtient un doctorat en physique de l'Université de Notre Dame. Son directeur de thèse était Albert-László Barabási. 
Après deux ans à Harvard en tant que post-doctorant, il rejoint l'université du MIT en 2010 en tant que professeur assistant au MIT Media Lab. Il est promu maître de conférence en 2014. Il dirige le groupe Collective Learning au MIT Media Lab jusqu'en 2019. 

## Complexité économique
Lors de son doctorat, il commence à utiliser des réseaux pour étudier le développement économique. Ses principales contributions incluent The Product Space  un réseau permettant de prédire les futurs schémas de diversification d'un pays, et l' indice de complexité économique  une formule permettant d'estimer le potentiel de croissance des économies. L'indice de complexité économique permet de prédire la croissance économique future  et constitue également un facteur explicatif important des différences transnationales en matière d'inégalité des revenus. Ses travaux sur la complexité économique ont été couverts par d'importants médias tels que The New York Times  The Economist  et The Financial Times. 

## Why Information Grows
Dans Why Information Grows, César Hidalgo explique la croissance économique comme une conséquence de la croissance de l'information au sens large. Il commence par expliquer les mécanismes physiques permettant la croissance de l'information, puis utilise ces mécanismes dans le contexte des systèmes sociaux et économiques. Le principal argument du livre est que la nécessité d'incorporer l'informatique dans des cellules, des humains ou des équipes d'humains, est ce qui rend la croissance de l'information dans l'économie à la fois possible et difficile. 
Peu après sa sortie le livre devient très apprécié par les économistes, dont Paul Romer, le père de la théorie de la croissance endogène, Eric Beinhoecker, le directeur de l'Institut d'Oxford pour une nouvelle pensée économique, et Tim Harford, un auteur populaire en économie et chroniqueur régulier pour The Financial Times. Why Information Grows a aussi été la principale critique de la section livres et arts de The Economist dans l'édition imprimée du 25 juillet 2015, la principale critique de livre de l'édition imprimée de Nature du 28 mai 2015 et de Kirkus Reviews, entre autres. 

## Plateformes de visualisation et de distribution de données
César Hidalgo a dirigé ou contribué à un certain nombre de plateformes populaires de visualisation et de distribution de données. Ce sont des outils qui mettent à disposition de vastes volumes de données à l'aide de visualisations.

### The Observatory of Economic Complexity(OEC)
The Observatory of Economic Complexity (en français : Observatoire de la complexité économique) est un outil qui met à disposition des données sur le commerce international à travers plus de 20 millions de visualisations. L'OEC met l'accent sur la gamme des produits exportés par pays, car cette combinaison de produits permet de prédire les futurs modèles de diversification, de croissance du PIB et d'inégalité des revenus d'un pays. L'OEC a été co-produit avec Alex Simões, qui a développé cette plateforme en tant que thèse dans le groupe Macro Connections du MIT Media Lab. 

### DataViva
DataViva est un moteur de visualisation qui met à disposition des données de développement régional pour l'ensemble du Brésil à travers plus d'un milliard de visualisations,. Ces visualisations incluent des données sur le commerce, l’emploi et l’éducation, pour plus de 5 000 municipalités du Brésil et leurs centaines d'industries et professions. DataViva a été développé en collaboration par César Hidalgo, Alex Simões et Dave Landry et le gouvernement de Minas Gerais au Brésil, y compris le département gouvernemental des priorités stratégiques de Minas et FAPEMIG, l'organisme de financement Minas Science. 

### Pantheon
Pantheon est un moteur de visualisation de données axé sur la production et l’impact culturel historique. Cet outil permet d'explorer les métadonnées de biographies de renommée mondiale afin de comprendre le processus de la mémoire collective et le rôle des langues et des technologies de la communication dans la production et la diffusion d'informations culturelles. Amy Yu, Kevin Hu et Cesar Hidalgo ont développé Pantheon au sein du groupe Macro Connections du MIT ,

### Immersion
Immersion est un moteur de visualisation de données pour les métadonnées de courrier électronique. Cet outil permet de découvrir les réseaux que les gens forment en interagissant par courrier électronique. Immersion a été co-produit par César Hidalgo avec Daniel Smilkov et Deepak Jagsdish, tandis que Smilkov et Jagdish travaillaient en tant qu'étudiants dans le groupe de César Hidalgo: Macro Connection. Immersion est sorti en 2013 et est rapidement devenu populaire, démontrant ce que l'on peut apprendre en ne regardant que les métadonnées de courrier électronique,,,. 

### DataUSA
DataUSA est un outil de visualisation et de distribution de données publiques pour les États-Unis. Il est lancé le 4 avril 2016 et est acclamé par The New York Times, The Atlantic's City Lab, et Fast Company. DataUSA a reçu le prix Information is Beautiful en 2016 et le prix Webby en 2017 pour la meilleure innovation civile et gouvernementale. DataUSA a été construit par Datawheel en collaboration avec Deloitte . 

### DataAfrica
DataAfrica met à disposition des données sur la santé, la pauvreté, l'agriculture et le climat de treize pays africains au niveau territorial. DataAfrica a remporté un prix Webby 2018 pour la meilleure innovation civile et gouvernementale. 

### DataChile
DataChile intègre et distribue les données de plus d'une douzaine de ministères du gouvernement chilien. DataChile a remporté un Indigo Design Award 2018. 

## Perception urbaine

### Place Pulse, Streetscore et Streetchange
Place Pulse, Streetscore et Streetchange sont des outils créés pour cartographier la perception des environnements urbains par la population. Place Pulse a été présenté dans The Guardian  et Fast Company. Streetscore a été présenté dans The Economist  et New Scientist  entre autres. 

## Démocratie Augmentée
En 2018, César Hidalgo a présenté lors de la conférence principale TED l'idée de la démocratie Augmentée : une démocratie dans laquelle les gens sont directement représentés par leur jumeau numérique alimenté par l'intelligence artificielle . 

### Livres
- Why Information Grows: The Evolution of Order from Atoms to Economies Basic Books, New York (2015)  (ISBN 978-0465048991)
- The Atlas of Economic Complexity  MIT Press (2014),  (ISBN 9780262525428)